# Liste der Baudenkmale in Garz/Rügen
In der Liste der Baudenkmale in Garz/Rügen sind alle Baudenkmale der Stadt Garz/Rügen (Landkreis Vorpommern-Rügen) und ihrer Ortsteile aufgelistet. Grundlage ist die Veröffentlichung der Denkmalliste des Landkreises Vorpommern-Rügen, Auszug aus der Kreisdenkmalliste vom August 2015 und April 2016.

## Dumsevitz
| ID  | Lage                  | Bezeichnung                                 | Beschreibung | Bild |
| --- | --------------------- | ------------------------------------------- | ------------ | ---- |
| 679 | Schabernack 4 (Karte) | Wohnhaus (ehem. Schule)                     |              |      |
| 909 |                       | Betonbrücke (ehem. Dumsevitzer Kreidewerke) |              |      |

## Garz/Rügen
| ID  | Lage                        | Bezeichnung                                        | Beschreibung | Bild                         |
| --- | --------------------------- | -------------------------------------------------- | ------------ | ---------------------------- |
| 233 | An den Anlagen (Karte)      | Denkmal an den Deutsch-Französischen Krieg 1870/71 |              |                              |
| 237 | An den Anlagen (Karte)      | Kriegerdenkmal 1914/18                             |              |                              |
| 229 | An den Anlagen 1 (Karte)    | Ernst-Moritz-Arndt-Museum                          |              | Weitere Bilder               |
| 232 | Bergener Straße 17a (Karte) | ehem. Lokschuppen der Kleinbahn                    |              |                              |
| 236 | Bergener Straße 1a (Karte)  | Kirche, katholisch                                 |              |                              |
| 230 | Bergener Straße 22 (Karte)  | Wohnhaus                                           |              | Wohnhaus                     |
| 231 | Bergener Straße 23 (Karte)  | Wohnhaus                                           |              | Wohnhaus                     |
| 234 | Hunnenstraße 20 (Karte)     | Wohnhaus                                           |              |                              |
| 238 | Lange Straße 4 (Karte)      | Wohnhaus                                           |              | Weitere Bilder               |
| 241 | Lindenstraße 27 (Karte)     | Schule                                             |              |                              |
| 241 | Lindenstraße 27 (Karte)     | Nebengebäude der Schule                            |              |                              |
| 239 | Lindenstraße 4 (Karte)      | Wohnhaus (Apotheke)                                |              | Weitere Bilder               |
| 240 | Lindenstraße 5 (Karte)      | Rathaus                                            |              | Rathaus                      |
| 243 | Poggenstraße 16 (Karte)     | Altersheim (Rothbarth-Stift)                       |              | Altersheim (Rothbarth-Stift) |
| 244 | Putbuser Straße 25 (Karte)  | Wohnhaus                                           |              |                              |
| 235 | Wendorfer Straße (Karte)    | Kirche                                             |              | Weitere Bilder               |
| 235 | Wendorfer Straße (Karte)    | Friedhof und Umfassungsmauer                       |              |                              |
| 246 | Wendorfer Straße 17 (Karte) | Pfarrhaus                                          |              |                              |
| 246 | Wendorfer Straße 17 (Karte) | Stall                                              |              |                              |
| 245 | Wendorfer Straße 5 (Karte)  | Pfarrwitwenhaus                                    |              | Weitere Bilder               |

## Grabow
| ID  | Lage             | Bezeichnung | Beschreibung | Bild |
| --- | ---------------- | ----------- | ------------ | ---- |
| 310 | Grabow 3 (Karte) | Gutshaus    |              |      |

## Groß Schoritz
| ID  | Lage                           | Bezeichnung                                                               | Beschreibung | Bild           |
| --- | ------------------------------ | ------------------------------------------------------------------------- | ------------ | -------------- |
| 321 | Dorfstraße 33, 35 (Karte)      | Wohnhaus                                                                  |              |                |
| 319 | Zur Schoritzer Wiek 68 (Karte) | ehem. Gutshaus (Geburtshaus von E. M. Arndt) mit Einfriedung und Parkrest |              | Weitere Bilder |
| 319 | Zur Schoritzer Wiek 68 (Karte) | Parkrest                                                                  |              |                |
| 319 | Zur Schoritzer Wiek 68 (Karte) | Einfriedung                                                               |              |                |
| 319 | Zur Schoritzer Wiek 68 (Karte) | ehem. Gutshaus                                                            |              |                |

## Losentitz
| ID  | Lage                   | Bezeichnung           | Beschreibung | Bild |
| --- | ---------------------- | --------------------- | --- | ---- |
| 222 | Freudenberg 9 (Karte)  | Katen                 | |      |
| 425 | Losentitz (Karte)      | Park (Gutsanlage)     | |      |
| 425 | Losentitz (Karte)      | Gutsanlage            | Kate, Park: 2-gesch. sanierter Klinkerbau von um 1892 mit barock verputztem Zwerchgiebel, Sockel- und Mezzaningeschoss, 2-gesch. Backstein-Speicher mit Zwerchgiebel, Gut u. a. der Familien von Berglasen (16. Jh.), dem schwedischen Graf Axel von Löwen (bis 1767) und von Dyke (bis 1935), der 6 ha große Landschaftspark ließ Generalmajor Moritz von Dyke von 1794 bis 1811 anlegen. |      |
| 425 | Losentitz 4 (Karte)    | Speicher (Gutsanlage) | |      |
| 425 | Losentitz 5, 6 (Karte) | Katen (Gutsanlage)    | |      |
| 425 | Losentitz 7 (Karte)    | Gutshaus              | |      |

## Maltzien
| ID  | Lage                | Bezeichnung | Beschreibung | Bild |
| --- | ------------------- | ----------- | --- | ---- |
| 428 | Maltzien 16 (Karte) | Gutshaus    | sanierter gelbverklinkerter Bau aus der zweiten Hälfte des 19. Jh. mit Sockelgeschoss, zwei 2-gesch. Zwerchgiebel, Portikus, und 3-gesch. Anbau an einem der markanten Treppengiebel, nach 1945 Schule sowie Wohn- und Gewerbehaus, Gut der Familie von Kahlden (16.–18. Jh.) |      |

## Poppelvitz
| ID  | Lage                 | Bezeichnung         | Beschreibung                                                                                   | Bild |
| --- | -------------------- | ------------------- | ---------------------------------------------------------------------------------------------- | ---- |
| 860 | Poppelvitz 8 (Karte) | Gutshaus Poppelvitz | sanierter Putzbau von um 1915 mit Mansarddach und 2-gesch. Zwerchgiebel, heute Ferienwohnungen |      |

## Rosengarten
| ID  | Lage                | Bezeichnung                                          | Beschreibung | Bild       |
| --- | ------------------- | ---------------------------------------------------- | ------------ | ---------- |
| 624 | Rosengarten (Karte) | Rest-Allee mit Rest Dorfstraße (Gutsanlage)          |              |            |
| 624 | Rosengarten (Karte) | Gutsanlage                                           |              | Gutsanlage |
| 624 | Rosengarten (Karte) | Park (Gutsanlage)                                    |              |            |
| 624 | Rosengarten (Karte) | Stallgebäude (Gutsanlage) – ehemaliger Kuhstall      |              |            |
| 624 | Rosengarten         | Drei Torpfeilern und eine Kopfbaumreihe (Gutsanlage) |              |            |
| 624 | Rosengarten         | Feldscheune (Gutsanlage)                             |              |            |
| 624 | Rosengarten (Karte) | Ehemaliger Pferdestall (Gutsanlage)                  |              |            |
| 909 |                     | Betonbrücke (ehem. Dumsevitzer Kreidewerke)          |              |            |

## Zicker
| ID  | Lage              | Bezeichnung | Beschreibung | Bild |
| --- | ----------------- | ----------- | ------------ | ---- |
| 828 | Zicker 14 (Karte) | Gutshaus    |              |      |

## Zudar
| ID  | Lage                  | Bezeichnung           | Beschreibung | Bild |
| --- | --------------------- | --------------------- | ------------ | ---- |
| 842 | Anger 4 (Karte)       | Pfarrhaus (Pfarrhof)  |              |      |
| 845 | Anger 7 (Karte)       | Wohnhaus (Schule)     |              |      |
| 842 | Dorfstraße (Karte)    | Scheune (Pfarrhof)    |              |      |
| 844 | Dorfstraße (Karte)    | Kirche                |              |      |
| 841 | Dorfstraße 14 (Karte) | Wohnhaus (Dycke-Haus) |              |      |
| 843 | Hauptstraße 5 (Karte) | Gasthaus „Zum Tollow“ |              |      |

## Quelle
- Denkmalliste Landkreis Rügen